# X-Men: Madness in Murderworld
X-Men: Madness in Murderworld (с англ. — «Люди Икс: Безумие в Мире убийств») — видеоигра для систем MS-DOS, Commodore 64 и Amiga, разработанная и изданная Paragon Software в 1989 году.

## Игровой процесс

Геймплей игры

Игра представляет собой аркаду-сайд-скроллер, главными героями которого выступают персонажи Marvel Comics Людей Икс. Сюжет разворачивается в Мире убийств, опасном и смертоносном парке развлечений. Люди Икс, а именно: Колосс, Циклоп, Ослепительная, Ночной Змей, Шторм и Росомаха, противостоят своим заклятым врагам — Аркаде и Магнето. В Madness in Murderworld присутствуют более 500 игровых и боевых сцен, а также несколько головоломок. В комплект с ограниченным изданием также шёл выпуск оригинального комикса-приквела.

## Сюжет
Профессор Икс был похищен Магнето и Аркейдой, и Людям Икс предстоит его спасти.

## Критика
Игра получила 10-е место среди «10 лучших игр о Людях Икс» по мнению Comic Book Resources. В то же время, персонал CBR поместил Madness in Murderworld на 3-е место среди «15 худших игр Marvel».

## Сиквел
В 1990 году вышло продолжение игры — X-Men II: The Fall of the Mutants.